# Rudolf I al Boemiei
Rudolf I (în cehă Rudolf Habsburský; n. 1281, Viena, Ducatul Austriei⁠(d) – d. 4 iulie 1307, Horažďovice⁠(d), Regatul Boemiei), aparținând Casei de Habsburg, a fost rege al Boemiei între 1306 și 1307, rege titular al Poloniei în aceeași perioadă și duce de Austria și Stiria  sub numele Rudolf al III-lea între 1298 și 1306.

## Biografie
Rudolf a fost fiul cel mare al regelui Albert I din Casa de Habsburg și al soției sale, Elisabeta de Gorizia-Tirol. 
Motto-ul său a fost: „Alienae vocis aemula” („Rivalul vocilor străină”), și avea ca reprezentare un papagal într-o cușcă.
La dieta imperială din Nürnberg pe 21 noiembrie 1298, scurt timp după încoronarea tatălui său, Rudolf împreună cu frații săi, Frederic cel Frumos și Leopold cel Glorios, au fost înfeudați cu ducatele Austria și Stiria. El însuși a fost numit regent, pentru a fi îndeplinite cerințele Contractului de la Rheinfeld (primul regulament al Casei de Habsburg emis la 1 iunie 1289), precum și condițiile privind acordarea feudelor care aparțineau imperiului. Deoarece Rudolf avea doar 16 ani, tatăl său a numit mai mulți consilieri, între care Hermann de Landenberg, mareșal al Austriei, și trei frați din familia Walsee, iar Rudolf a trebuit să accepte decizia tatălui său.
În 1300 tatăl său a inițiat căsătoria lui Rudolf cu prințesa Blanche de Franța, sora vitregă a regelui Filip al IV-lea. Astfel Albert I dorea să atragă Franța de partea sa, stabilind ca viitorul nepot să-i devină unic moștenitor. În 1305 Blanca a murit fără a lasa în urmă vreun urmaș.
În 1304 Albert I și Rudolf au pornit o campanie militară împotriva lui Venceslau al II-lea al Boemiei, care după moartea regelui Andrei al III-lea, îl pusese pe tronul Ungariei pe fiul său, Venceslau al III-lea. Trupele lui Albert și ale lui Rudolf au asediat Kutná Hora. În timpul asediului cumanii, care li se alăturaseră ca trupe auxiliare, au comis atrocități îngrozitoare împotriva populației locale. Când a început iarna, lipsa hranei și bolile au forțat oastea să se retragă.
În 1306 asasinarea lui Venceslau al III-lea, care devenise între timp rege al Boemiei și al Poloniei, a însemnat stingerea familiei domnitoare Přemyslid. În același timp, Rudolf a trebuit să renunțe la ducatul Austria încredințându-l fratelui său, Frederic cel Frumos. Castele din Boemia l-au favorizat pe unchiul lui Rudolf, Henric de Carintia, pe care l-au ales rege. Albert I, care dorea să-și vadă fiul pe tronul Boemiei, a impus interdicția imperială cumnatului său Henric. Albert și Rudolf au pornit o campanie militară împotriva lui Henric, care a fugit în Bavaria și apoi în Carintia. Prin căsătoria lui Rudolf cu Elisabeta Richza (văduva regelui Venceslau al II-lea), care a avut loc chiar în ziua încoronării, pe 16 octombrie 1306, a fost îndeplinită una dintre condițiile impuse de nobilimea din Boemia pentru alegerea lui. Rudolf putea acum să revendice și tronul Poloniei.
Rudolf a încercat să ramburseze  marea datorie a Boemiei cu ajutorul veniturilor provenite din exploatarea bogatelor zăcăminte de argint din minele de la Kuttenberg. Aceasta a provocat o revoltă a nobililor boemi, condusă de Bavor al III-lea de Strakonitz și Wilhelm Zajíc de Waldeck, care a fost înăbușită de Rudolf cu ajutorul Henric I de Rosenberg. În timpul asediului cetății lui Bavor din Horažďovice, Rudolf a murit în noaptea de 3 spre 4 Iulie 1307 în tabăra militară fără a avea vreun moștenitor. Deoarece trupele regale tocmai erau pe punctul de a cuceri cetatea, moartea regelui a fost inițial păstrată secretă.
Cauza morții sale a fost probabil o infecție abdominală ca urmare a unui ulcer gastric perforat, deși este posibil să fi murit bolnav de dizenterie. Rudolf avea de mult timp probleme cu stomacul și de aceea mânca alimente ușoare. De aici provenea și porecla sa Král kaše („regele terci”). Presupunerea că moartea sa ar fi fost cauzată de dizenterie, este puțin probabil corectă, deoarece cronicile nu relatează nimic despre alte decese cauzate de această boală în rândul soldaților din tabăra lui Rudolf în respectiva perioadă. La acea vreme, potrivit „Cronicii din Erfurt” au existat, de asemenea, suspiciuni cu privire la o posibilă otrăvire. Antropologul Emanuel Vlček, care a examinat rămășițele lui Rudolf, nu a putut detecta prin analize de laborator reziduuri de otravă. În secolul al XVI-lea, moartea lui Rudolf I al Boemiei de la Horažďovice a fost relatată denaturat de cronicari. Přibík Pulkava povestește despre moartea regelui într-o luptă cu sabia, adversar fiindu-i Bavor al III-lea de Strakonitz. 
După moartea lui Rudolf în 1307, a fost ales rege romano-german Henric de Carintia (Jindřich Korutanský), același care pretinsese tronul Boemiei la alegerea precedentă. Mormântul lui Rudolf se află în Catedrala Sfântul Vitus din Praga.

## Căsătorii

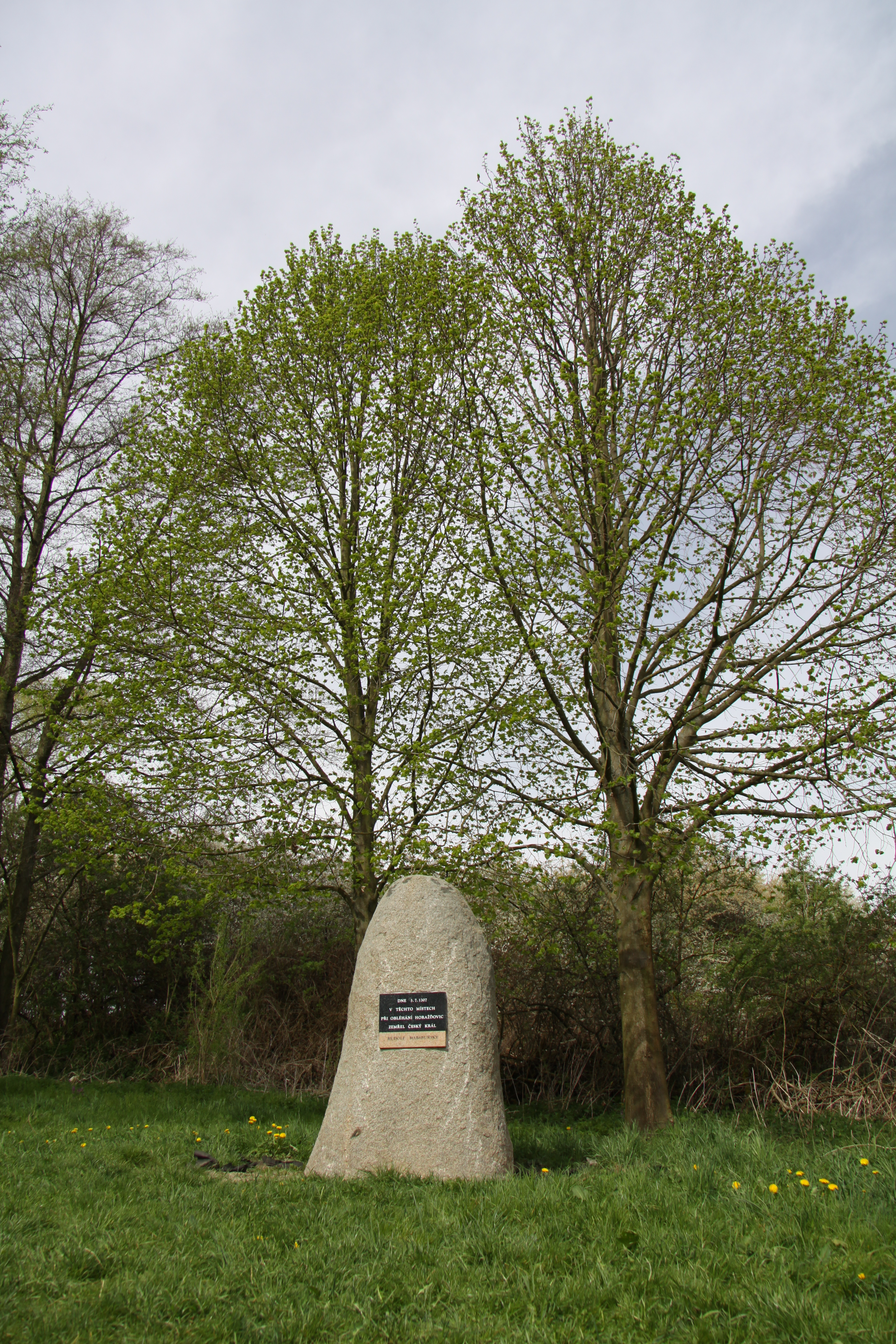
Monument ridicat pe locul unde a murit Rudolf I al Boemiei (lângă Horažďovice)

Rudolf al VI-lea de Habsburg (ducele Rudolf al III-lea al Austriei, apoi regele Rudolf I al Boemiei și Poloniei) a fost căsătorit de două ori:
- prima căsătorie a avut loc pe 29 mai 1300 cu Blanche de Franța (1282–1305), din Casa Capețienilor, fiica lui Filip al III-lea, rege al Franței;
- a doua căsătorie a avut loc pe 16 octombrie 1306 cu Elisabeta Richza a Poloniei (c.1288–1335) din Casa Piast, fiica lui Przemysł al II-lea, duce al Poloniei Mari.[9]